# Madina (Gambia)
Madina (Namensvariante: Madina Angaleh) ist eine Ortschaft im westafrikanischen Staat Gambia.
Nach einer Berechnung für das Jahr 2013 leben dort etwa 597 Einwohner, das Ergebnis der letzten veröffentlichten Volkszählung von 1993 betrug 540.

## Geographie
Madina liegt in der Lower River Region im Distrikt Kiang Central. Der Ort liegt rund 5,9 Kilometer südöstlich von Kwinella, an der South Bank Road, entfernt.

## Kultur und Sehenswürdigkeiten
Nach einer Auflistung des National Centre for Arts and Culture war Madina ein Standort eines Tatos.